# Jacques-Philippe Le Bas

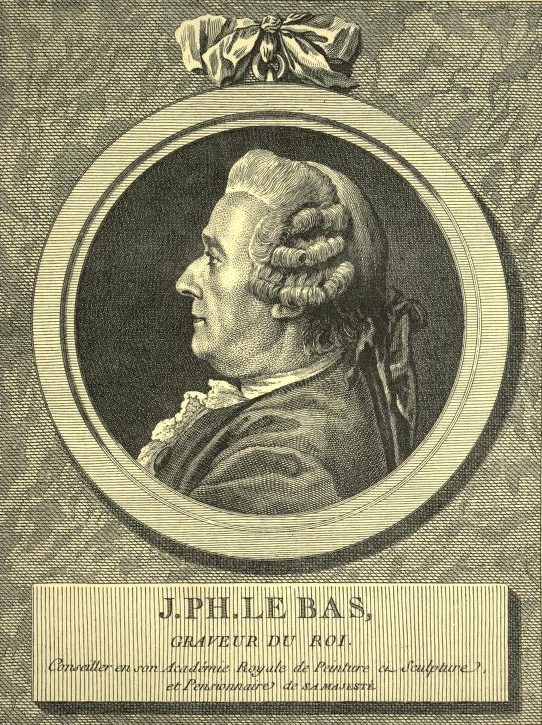
Ritratto di Jacques-Philippe Le Bas eseguito da Louis-Jacques Cathelin da Charles-Nicolas Cochin (1782)

Jacques-Philippe Le Bas,   o Lebas (Parigi, 8 luglio 1707 – Parigi, 14 aprile 1783), è stato un incisore e disegnatore francese.

## Biografia

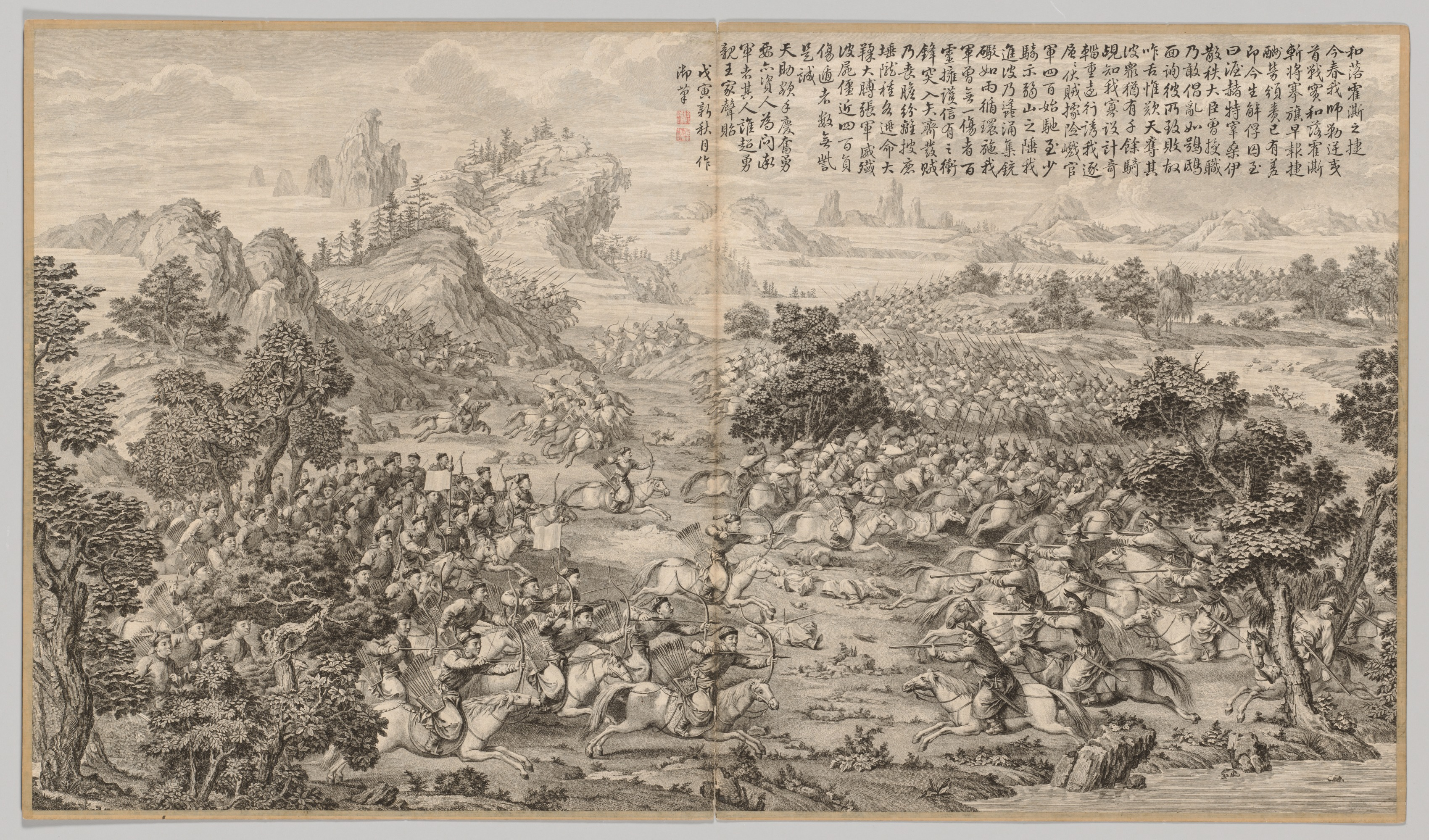
La vittoria di Khorgos (1774)

Formatosi alla scuola di Nicolas-Henri Tardieu e di Antoine Herisset, operò principalmente a Parigi, tra il 1730 ed il 1783, dirigendovi uno dei più importanti ateliers della città e divenendo uno dei più famosi incisori francesi dell'epoca. Nel 1743 fu ammesso all'Accademia reale di pittura e scultura, con un'incisione da un'opera di Nicolas Lancret (Conversazione galante), e cinque anni dopo all'accademia di Rouen. Nel 1781 fu nominato consigliere dell'Accademia e nel 1782 acquisì il titolo di incisore del re.
Realizzò incisioni rappresentanti soggetti di genere, storici, cristiano-religiosi, paesaggi e ritratti, tra cui oltre 500 lastre da maestri fiamminghi e olandesi, come David Teniers il Giovane, Philips Wouwerman e francesi, come Claude Joseph Vernet. Eseguì anche incisioni rappresentanti le rovine dei più importanti monumenti della Grecia, realizzate in modo molto preciso e dettagliato e raccolte in un'opera suddivisa in due parti: nella prima i monumenti sono considerati da un punto di vista storico, nella seconda da un punto di vista architettonico. Quest'opera fu pubblicata nel 1758 sotto forma d'atlante.
Lo stile di Le Bas risente dell'influenza di Gérard Audran, come si può notare dall'incisione La predicazione di san Giovanni Battista dal Mola, opera che consolidò la sua reputazione in campo professionale. Era, inoltre, in grado di rendere lo stile ed il tratto dei maestri dalle cui opere eseguiva le sue stampe. Fu il primo, dopo Rembrandt, che spesso utilizzò, oltre al bulino, la tecnica della puntasecca, che fu poi perfezionata ulteriormente da alcuni suoi allievi.
Collaborò con Pietro Martini, Carl Weisbrod e Jean-Baptiste-Pierre Le Brun.
Si formarono alla sua scuola parecchi allievi, tra cui Jacques Ailamet, Pierre-Michel Alix, Jean-Joseph Balechou, Pierre Chenu, Richard Cooper II, Jean Dambrun, François Anne David, Jean Duplessis-Bertaux, Charles Eisen, René Gaillard, Louis Garreau, François Godefroy, Isidore Stanislas Helman, Jean Pierre Louis Laurent Houel, che fu apprendista di Le Bas dal 1755, Noël Le Mire, Jean Jacques Le Veau, Jean Baptiste Lienard, Joseph de Longueil, Thomas Major, Georges Malbeste, Pieter Franciscus Martenasie, Louis-Joseph Masquelier, Pieter Willem van Megen, François Denis Née, Hermanus Numan, Simon François Ravenet, Mathias de Sallieth, G. Texier, Reinier Vinkeles e Jean-Baptiste Wicar.

## Alcune opere
- Le tentazioni di Sant'Antonio, incisione da David Teniers il Giovane[2]
- Festa fiamminga con la famiglia Teniers, incisione da David Teniers il Giovane[2]
- Veduta della costa di Scheveningen, incisione da Salomon van Ruysdael[2]
- Antico porto di Messina, incisione da Claude Lorrain[2]
- Veduta dei dintorni di Siena, incisione da Nicolaes Berchem, in collaborazione con Carl Weisbrod[2]
- La vittoria di Khorgos, incisione da Jean-Denis Attiret, 1774
- Conversazione galante, incisione da Nicolas Lancret, 1743[5]